# Робаткарим
Робаткарим (перс. رباط‌کریم‎) — административный центр шахрестана Робаткарим. Рэбат (перс. رباط‎) — караван-сарай, построенный благотворителем; Карим — «щедрый» (одно из имён Аллаха). Робаткарим находится в Центральном районе (бахш Меркези) в 27 км на юго-запад от Тегерана. Население в 2010 году около 77000 человек.